# Brněnští Přemyslovci
Brněnští Přemyslovci byli vedlejší větev přemyslovské dynastie. Jejím zakladatelem byl brněnský údělný kníže a posléze i český kníže Konrád I.
Zřejmě po smrti Konráda Brněnského v roce 1092 došlo k rozdělení údělu. Starší bratr Oldřich získal Brněnsko, Litold Znojemsko. Jak brněnská, tak znojemská knížata však své pozice musela hájit proti pražským knížatům. 
Brněnská větev rodu končí s pevnou vládou Přemysla Otakara I. Ten sice žádného údělníka nevyhnal, ale Spytihněva Brněnského nechal oslepit. V roce 1198 nebo 1199 pak bezdětný Spytihněv zemřel. Zřejmě jen o rok později, asi r. 1200, pak za blíže neznámých okolností zemřel i jeho bratr Svatopluk Jemnický a s ním pak vymřela i tato vedlejší větev rodu.

## Rodokmen
- Konrád I. Brněnský
  - Oldřich Brněnský 
    - Vratislav Brněnský
      - Spytihněv Brněnský
      - Svatopluk Jemnický